# Kanton Chartres-Sud-Est
Der Kanton Chartres-Sud-Est war von 1973 bis 2015 ein französischer Wahlkreis im Arrondissement Chartres, im Département Eure-et-Loir und in der Region Centre-Val de Loire. Der Hauptort war die Stadt Chartres. Vertreter im Generalrat des Départements war zuletzt von 2008 bis 2015 Élisabeth Fromont (UMP).

## Gemeinden
Der Kanton bestand aus sechs Gemeinden und einem Teil der Stadt Chartres:
| Gemeinde              | Einwohner Jahr | Fläche km² | Bevölkerungsdichte | Code INSEE | Postleitzahl |
| --------------------- | -------------- | ---------- | ------------------ | ---------- | ------------ |
| Berchères-les-Pierres | 991 (2013)     | 19,83      | 50 Einw./km²       | 28035      | 28630        |
| Chartres              | 38.840 (2013)  | –          | – Einw./km²        | 28085      | 28000        |
| Le Coudray            | 4200 (2013)    | 5,52       | 761 Einw./km²      | 28110      | 28630        |
| Gellainville          | 660 (2013)     | 12,01      | 55 Einw./km²       | 28177      | 28630        |
| Nogent-le-Phaye       | 1342 (2013)    | 15,01      | 89 Einw./km²       | 28278      | 28630        |
| Prunay-le-Gillon      | 1040 (2013)    | 25,36      | 41 Einw./km²       | 28309      | 28360        |
| Sours                 | 1916 (2013)    | 33,15      | 58 Einw./km²       | 28380      | 28630        |